# Beris hirotui
Beris hirotui är en tvåvingeart som beskrevs av Ouchi 1943. Beris hirotui ingår i släktet Beris och familjen vapenflugor. Inga underarter finns listade i Catalogue of Life.